# Karmozijnkoptangare
De karmozijnkoptangare (Piranga rubriceps) is een zangvogel uit de familie Cardinalidae (kardinaalachtigen).

## Verspreiding en leefgebied
Deze soort komt voor in de Andes van Colombia tot noordoostelijk Peru (Huánuco).